# 예스 데이!
《예스 데이!》(영어: Yes Day)는 미국에서 제작된 미겔 아르테타 감독의 2021년 가족 코미디 영화이다. 제니퍼 가너, 에드가르 라미레스, 제나 오테이가 등이 출연하였다.
2021년 3월 12일 넷플릭스를 통해 개봉하였다. 비평가들로부터 엇갈린 평가를 받았다.

## 출연
- 제니퍼 가너
- 에드가르 라미레스
- 제나 오테이가
- H.E.R.
- 냇 팩슨
- 몰리 심스
- 트레이시 톰스
- 그레이엄 필립스
- 리어나도 남
- 헤이든 시토

## 후속작
2021년 7월, 후속작의 제작이 발표되었다.